# Hollywood Chainsaw Hookers
Pour plus de détails, voir Fiche technique et Distribution.
Hollywood Chainsaw Hookers  est un film d'horreur érotique américain réalisé par Fred Olen Ray, sorti en 1988.

## Synopsis
Le film débute par une scène où nous voyons Mercedes (Michelle Bauer) une prostituée travaillant dans un bar, assassiner un client chez elle à l'aide d'une tronçonneuse. Pendant ce temps, le détective Jack Chandler (Jay Richardson) enquête sur la disparition d'une jeune femme, Samantha Kelso, (Linnea Quigley). Ses investigations le mèneront jusqu'à une secte d’adorateurs des "tronçonneuses des dieux" dirigée par un mystérieux gourou (Gunnar Hansen) et utilisant les services de jeunes et jolies prostituées. Au cours de la scène finale, Jack Chandler, qui a été capturé par la secte alors qu'il tentait de s'introduire dans leur temple accompagné de Samantha, doit être offert en sacrifice aux dieux pendant une cérémonie expiatoire. 

## Fiche technique
- Réalisation : Fred Olen Ray
- Scénario : Fred Olen Ray et T.L. Lankford
- Production: Fred Olen Ray
- Photographie : Scott Andrew Ressler
- Montage : William Shaffer
- Décors : Corey Kaplan
- Producteur : Fred Olen Ray, James Golff et Nick Marino
- Musique : Michael Perilstein

## Distribution
- Linnea Quigley : Samantha Kelso
- Gunnar Hansen : Le gourou
- Michelle Bauer : Mercedes
- Jay Richardson : Jack Chandler
- Dawn Wildsmith : Lori
- Esther Elise : Lisa
- Tricia Burns : Ilsa
- Susie Wilson : Sally

## Autour du film
- Gunnar Hansen jouait le rôle de Leatherface dans le film Massacre à la tronçonneuse (1974).
- Linnea Quigley est une scream queen populaire des années 1980 (révélée par son rôle dans  Le Retour des morts-vivants  en 1985), tout comme Michelle Bauer, qui tourna à plusieurs reprises sous la direction de Fred Olen Ray.
- Le film a connu plusieurs éditions DVD aux États-Unis et au Royaume-Uni. Une édition DVD sort en France en mai 2014.
- Le film débute avec cet avertissement : "Les tronçonneuses utilisées dans ce film sont réelles et dangereuses. Elles sont manipulées par des professionnelles. L'équipe du film vous recommande de ne pas reproduire ces scènes à la maison, surtout si vous êtes nu et sur le point d'engager une partie de jambes en l'air."